# Natação no Campeonato Europeu de Esportes Aquáticos de 2018 - 100 m peito masculino
A prova dos 100 metros peito masculino da natação no Campeonato Europeu de Esportes Aquáticos de 2018 ocorreu nos dias 3 e 4 de agosto no Tollcross International Swimming Centre, em Glasgow no Reino Unido. 

## Calendário
| Fase          | Data        | Hora  |
| ------------- | ----------- | ----- |
| Eliminatórias | 3 de agosto | 10:46 |
| Semifinal     | 3 de agosto | 17:39 |
| Final         | 4 de agosto | 17:13 |

Todos os horários estão no horário local (UTC+0)

## Recordes
Antes desta competição, os recordes eram os seguintes:
|                       | Nadador    | Tempo | Local          | Data                |
| --------------------- | ---------- | ----- | -------------- | ------------------- |
| Recorde mundial       | Adam Peaty | 57.13 | Rio de Janeiro | 7 de agosto de 2016 |
| Recorde europeu       | Adam Peaty | 57.13 | Rio de Janeiro | 7 de agosto de 2016 |
| Recorde do campeonato | Adam Peaty | 58.36 | Londres        | 17 de maio de 2016  |

Os seguintes novos recordes foram estabelecidos durante esta competição. 
| Data        | Prova         | Nadador    | Nacionalidade | Tempo | Recordes              |
| ----------- | ------------- | ---------- | ------------- | ----- | --------------------- |
| 3 de agosto | Eliminatórias | Adam Peaty | Reino Unido   | 57.89 | Recorde do campeonato |
| 4 de agosto | Final         | Adam Peaty | Reino Unido   | 57.10 | ,                     |

## Medalhistas
| Ouro             | Prata             | Bronze              |
| Adam Peaty (GBR) | James Wilby (GBR) | Anton Chupkov (RUS) |

## Resultados

### Eliminatórias
Esses foram os resultados das eliminatórias. 
| Pos. | Bateria | Raia | Nadador                 | Nacionalidade | Tempo   | Notas |
| ---- | ------- | ---- | ----------------------- | ------------- | ------- | ----- |
| 1    | 6       | 4    | Adam Peaty              | Reino Unido   | 57.89   | Q,    |
| 2    | 4       | 3    | James Wilby             | Reino Unido   | 59.12   | Q     |
| 3    | 4       | 5    | Ross Murdoch            | Reino Unido   | 59.14   |       |
| 4    | 5       | 5    | Anton Chupkov           | Rússia        | 59.15   | Q     |
| 5    | 6       | 5    | Arno Kamminga           | Países Baixos | 59.53   | Q     |
| 6    | 5       | 4    | Kirill Prigoda          | Rússia        | 59.77   | Q     |
| 7    | 5       | 3    | Ilya Shymanovich        | Bielorrússia  | 59.84   | Q     |
| 8    | 6       | 6    | Ilya Khomenko           | Rússia        | 59.92   |       |
| 9    | 6       | 3    | Fabio Scozzoli          | Itália        | 1:00.07 | Q     |
| 10   | 4       | 6    | Čaba Silađi             | Sérvia        | 1:00.08 | Q     |
| 10   | 5       | 6    | Giedrius Titenis        | Lituânia      | 1:00.08 | Q     |
| 12   | 4       | 4    | Andrius Šidlauskas      | Lituânia      | 1:00.14 | Q     |
| 13   | 6       | 7    | Darragh Greene          | Irlanda       | 1:00.20 | Q     |
| 14   | 6       | 2    | Fabian Schwingenschlögl | Alemanha      | 1:00.49 | Q     |
| 15   | 5       | 7    | Marcin Stolarski        | Polónia       | 1:00.60 | Q     |
| 16   | 6       | 8    | Alessandro Pinzuti      | Itália        | 1:00.63 | Q     |
| 17   | 3       | 3    | Anton Sveinn McKee      | Islândia      | 1:00.90 | Q     |
| 18   | 4       | 2    | Erik Persson            | Suécia        | 1:00.94 | Q     |
| 19   | 5       | 1    | Tomáš Klobučník         | Eslováquia    | 1:01.00 |       |
| 20   | 5       | 2    | Oleg Kostin             | Rússia        | 1:01.05 |       |
| 21   | 4       | 7    | Yannick Käser           | Suíça         | 1:01.08 |       |
| 22   | 3       | 1    | Tobias Bjerg            | Dinamarca     | 1:01.19 |       |
| 23   | 4       | 1    | Christopher Rothbauer   | Áustria       | 1:01.23 |       |
| 24   | 4       | 0    | Johannes Skagius        | Suécia        | 1:01.24 |       |
| 24   | 5       | 9    | Valentin Bayer          | Áustria       | 1:01.24 |       |
| 26   | 3       | 8    | Mykyta Koptyelov        | Ucrânia       | 1:01.26 |       |
| 26   | 5       | 8    | Berkay-Ömer Öğretir     | Turquia       | 1:01.26 |       |
| 28   | 6       | 0    | Dávid Horváth           | Hungria       | 1:01.39 |       |
| 29   | 6       | 9    | Luca Pizzini            | Itália        | 1:01.52 |       |
| 30   | 3       | 5    | Martin Allikvee         | Estónia       | 1:01.55 |       |
| 31   | 4       | 8    | Ties Elzerman           | Países Baixos | 1:01.69 |       |
| 32   | 5       | 0    | Basten Caerts           | Bélgica       | 1:01.73 |       |
| 33   | 3       | 7    | Johannes Dietrich       | Áustria       | 1:01.80 |       |
| 34   | 4       | 9    | Bartłomiej Roguski      | Polónia       | 1:02.09 |       |
| 35   | 2       | 4    | Jozef Beňo              | Eslováquia    | 1:02.12 |       |
| 36   | 2       | 7    | Ivan Strilets           | Ucrânia       | 1:02.26 |       |
| 37   | 2       | 1    | Jacques Laeuffer        | Suíça         | 1:02.29 |       |
| 38   | 2       | 2    | Lyubomir Epitropov      | Bulgária      | 1:02.38 |       |
| 39   | 6       | 1    | Alex Murphy             | Irlanda       | 1:02.49 |       |
| 40   | 3       | 2    | Lachezar Shumkov        | Bulgária      | 1:02.58 |       |
| 41   | 2       | 6    | Itay Goldfaden          | Israel        | 1:02.64 |       |
| 42   | 3       | 0    | Teemu Vuorela           | Finlândia     | 1:02.72 |       |
| 43   | 2       | 5    | Daniils Bobrovs         | Letônia       | 1:03.10 |       |
| 44   | 2       | 3    | Nikola Obrovac          | Croácia       | 1:03.23 |       |
| 45   | 1       | 4    | Raphaël Stacchiotti     | Luxemburgo    | 1:03.37 |       |
| 46   | 3       | 6    | Ioannis Karpouzlis      | Grécia        | 1:03.40 |       |
| 47   | 1       | 6    | Christoph Meier         | Liechtenstein | 1:03.44 |       |
| 48   | 2       | 9    | Tomás Veloso            | Portugal      | 1:03.68 |       |
| 49   | 2       | 8    | Filip Chrápavý          | Chéquia       | 1:03.77 |       |
| 50   | 1       | 5    | Marek Botík             | Eslováquia    | 1:04.14 |       |
| 51   | 3       | 4    | Oleksandr Karpenko      | Ucrânia       | 1:04.17 |       |
| 52   | 1       | 3    | Oktaycan Emirbayer      | Turquia       | 1:04.45 |       |
| 53   | 2       | 0    | Ari-Pekka Liukkonen     | Finlândia     | 1:04.83 |       |
| 54   | 3       | 9    | William Wihanto         | Finlândia     | 1:05.47 |       |
| 55   | 1       | 2    | Michael Stafrace        | Malta         | 1:07.19 |       |
| —    | 1       | 7    | Deni Baholli            | Albânia       | DSQ     | DSQ   |

### Semifinal
Esses foram os resultados das semifinais. 
Semifinal 1
| Pos. | Raia | Nadador                 | Nacionalidade | Tempo   | Notas |
| ---- | ---- | ----------------------- | ------------- | ------- | ----- |
| 1    | 4    | James Wilby             | Reino Unido   | 59.23   | Q     |
| 2    | 5    | Arno Kamminga           | Países Baixos | 59.74   | Q     |
| 3    | 2    | Andrius Šidlauskas      | Lituânia      | 59.76   | Q     |
| 4    | 3    | Ilya Shymanovich        | Bielorrússia  | 1:00.14 |       |
| 5    | 6    | Giedrius Titenis        | Lituânia      | 1:00.27 |       |
| 6    | 1    | Alessandro Pinzuti      | Itália        | 1:00.28 |       |
| 7    | 8    | Erik Persson            | Suécia        | 1:00.54 |       |
| 8    | 7    | Fabian Schwingenschlögl | Alemanha      | 1:00.88 |       |

Semifinal 2
| Pos. | Raia | Nadador            | Nacionalidade | Tempo   | Notas |
| ---- | ---- | ------------------ | ------------- | ------- | ----- |
| 1    | 4    | Adam Peaty         | Reino Unido   | 58.04   | Q     |
| 2    | 5    | Anton Chupkov      | Rússia        | 59.43   | Q     |
| 3    | 6    | Fabio Scozzoli     | Itália        | 59.65   | Q     |
| 4    | 2    | Čaba Silađi        | Sérvia        | 59.91   | Q     |
| 5    | 7    | Darragh Greene     | Irlanda       | 59.92   | DES   |
| 5    | 3    | Kirill Prigoda     | Rússia        | 59.92   | DES   |
| 7    | 8    | Anton Sveinn McKee | Islândia      | 1:00.45 |       |
| 8    | 1    | Marcin Stolarski   | Polónia       | 1:01.08 |       |

Desempate
Esse foi o resultado do desempate, o que resultou em uma vaga na final. 
| Pos. | Raia | Nadador        | Nacionalidade | Tempo   | Notas |
| ---- | ---- | -------------- | ------------- | ------- | ----- |
| 1    | 4    | Kirill Prigoda | Rússia        | 59.39   | Q     |
| 2    | 5    | Darragh Greene | Irlanda       | 1:00.44 |       |

### Final
Esse foi o resultado da final. 
| Pos.              | Raia | Nadador            | Nacionalidade | Tempo   | Notas |
| ----------------- | ---- | ------------------ | ------------- | ------- | ----- |
| Medalha de ouro   | 4    | Adam Peaty         | Reino Unido   | 57.00   | ,     |
| Medalha de prata  | 5    | James Wilby        | Reino Unido   | 58.64   |       |
| Medalha de bronze | 3    | Anton Chupkov      | Rússia        | 59.06   |       |
| 4                 | 8    | Kirill Prigoda     | Rússia        | 59.20   |       |
| 5                 | 6    | Fabio Scozzoli     | Itália        | 59.61   |       |
| 6                 | 7    | Andrius Šidlauskas | Lituânia      | 59.62   |       |
| 7                 | 2    | Arno Kamminga      | Países Baixos | 59.69   |       |
| 8                 | 1    | Čaba Silađi        | Sérvia        | 1:00.15 |       |

Legenda
| Recorde mundial       | Recorde mundial (World record)               |                       | Recorde africano                      | Recorde africano (African) |                                           | Q | Classificado por posição (Qualified) |
| Recorde do campeonato | Recorde do campeonato (Championship record)  | Recorde da América    | Recorde da América (Americas)         | q                          | Classificado por melhor tempo (Qualified) |   |                                      |
| Melhor marca do ano   | Melhor marca do ano (World leading)          | Recorde asiático      | Recorde asiático (Asian)              | DNS                        | Não largou (Did not start)                |   |                                      |
| Recorde nacional      | Recorde nacional (National record)           | Recorde europeu       | Recorde europeu (European)            | DNF                        | Não terminou (Did not finish)             |   |                                      |
| Recorde pessoal       | Recorde pessoal do atleta (Personal best)    | Recorde da Oceania    | Recorde da Oceania (Oceania)          | DSQ / DQ                   | Desclassificado (Disqualified)            |   |                                      |
| Recorde da temporada  | Recorde da temporada do atleta (Season best) | Recorde sul-americano | Recorde sul-americano (South America) | NM                         | Sem marca (No mark)                       |   |                                      |